# Juraj Fándly
Juraj Fándly (21. října 1750, Častá – 7. března 1811, Doľany) byl slovenský obrozenecký spisovatel, římskokatolický kněz a entomolog – včelař.

## Životopis
Narodil se v řemeslnicko-rolnické rodině. Jeho rodiče Ján a Marína Fandlovi žili v Časté jen přechodně v letech 1748–1750. Otec mu brzy zemřel a matka se přestěhovala do sousední vesnice Ompitál (dnešní Doľany). Tam navštěvoval triviální školu. Ve školním roce 1766 / 1767 byl žákem piaristického gymnázia ve Svätém Juru. Ve školním roce 1767 / 1768 studoval u františkánů v Márie Hátu, poté u kapucínů a petrínů, nicméně není známo kde. Pro slabé zdraví ho nepřijali do žádného řeholního řádu. Roku 1771 začal studovat teologii v Budíně, od roku 1773 pokračoval v semináři v Trnavě.
Na kněze byl vysvěcen 15. února 1777. Jeho prvním kaplanským působištěm mu byla Sereď. Potom krátce působil v Lukáčovicích u Nitry. Od podzimu 1780 do ledna 1807 byl farářem ve vsi Naháč nedaleko Trnavy. Jeho farnost byla nejchudší v celém trnavském vikariátě. Naháčtí farníci byli chudí, takže byl chudý i jejich farář. Farská pole, která měla být hlavním zdrojem jeho obživy, byly „kamenité pustiny“. Budova fary byla na spadnutí.
Fándly však v tak neuvěřitelně těžkých podmínkách vykonal mnoho práce. Stal se faktorem šaštínské manufaktury a naučil své chudé farníky příst bavlnu, aby zahnal hrozící hlad. Byl ve vsi bylinkářem i lékařem. Mnoho úsilí vynaložil, aby povznesl do té doby primitivní úroveň obdělávání půdy naháčskými rolníky. Tato jeho činnost přerostla hranice jeho farnosti a odráží se v jeho spisovatelském díle.
Hmotné strádání, nedůvěra, odstrkování a pronásledování ze strany církevních úřadů podryly jeho zdraví a tak, nemocný, unavený a znechucený odešel k rodině do Ompitálu, kde prožil čtyři relativně nejklidnější roky svého života. Zemřel 7. března 1811 v Doľanech, kde je také pochován. Pomník na jeho hrobě na doľanském hřbitově, postavený v roce 1950 ke 200. výročí jeho narození, je umístěn symbolicky v centrální části hřbitova, protože jeho hrob je již neidentifikovatelný. Byl ale rozeznatelný ještě v roce 1905.

## Dílo
V letech 1787–1788 se dostal do kontaktu se skupinou vlastenecké mládeže, která se soustředila kolem Antona Bernoláka, který přibližně v té době poprvé kodifikoval spisovnou slovenštinu. Tito přesvědčili Fándlyho, aby své už zčásti hotové dílo Dúverná zmlúva medzi mňíchom a diáblom o prvních počátkoch, o starodávních, aj včúlajších premenách reholňíckích vydal v bernolákovské slovenštině. Fándly souhlasil, a tak se jeho dílo stalo prvním velkým dílem této literatury. Mimo toto dílo se věnoval hlavně psaní návodů a rad, jak se starat o hospodářství i léčení lidí a dobytka, čímž se snažil pomoci svým farníkům i jiným lidem. Mimo naučných děl vydal také svoje kázání a několik básní.
- 1789 – Dúverná zmlúva medzi mňíchom a diáblom o prvních počátkoch, o starodávních, aj včúlajších premenách reholňíckích, první dílo v bernolákovské slovenštině
- 1792 / 1800 – Piľní domajší a poľní hospodár
- 1793 – Krátke dejiny slovenského národa (Compendiata historia gentis Slavae)
- 1793 – Zeľinkár, dílo, ke kterému napsal jen předmluvu a které zredigoval, vlastní obsah převzal z díla Jána Tonsorisa Sana consilia medica, aneb Zdravá radda lékařská (1771)
- 1795 / 1796 – Príhodné a svátečné kázňe
- 1800 – O nemocách ai o viléčeňú nezdravéj rožnéj lichvi
- 1801 – O úhoroch ai včelách rozmlúváňí
- 1802 – Slovenskí včelár
- Vzdych a nárek (Gemitus et lamentatio), báseň
- Prátelské porozumeňí (Amica cointelligentia), báseň

## Dílo v elektronické podobě
- Anti-Fándly aneb Dúverné Zmlúwánj mezi Theodulusem, tretího Franciskánúw rádu bosákem, a Gurem Fándly, ... W Halle: [s.n.], 1789. 62 s. – dostupné v Digitální knihovně UKB
- FÁNDLY, J., BAJZA, J. I., BERNOLÁK, A. Ešče Ňečo o Epigrammatéch, anebožto Málorádkoch M. W. P. Gozefa Bagza nowotného slowenského Epi Grammatistu ... [Pole Eliziské]: [s.n.], [1791]. 15 s. dostupné v Digitální knihovně UKB